# マリコン
マリコンとは、ゼネコンの中でも特に海洋関係の土木工事・港湾施設・建築の建設工事を中心とする建設業者のことをいい、埋立・浚渫、護岸・防波堤、海底工事、橋梁基礎工事、海底トンネル工事など海洋土木工事全般および港湾施設の建築工事を請負う。海洋土木会社（海洋建設会社）。
業界団体として、一般社団法人日本埋立浚渫協会（略称：うめしゅん）が組織されている。日本埋立浚渫協会には大手マリコンの関係会社も参加しており、会員会社は27社である。

## 海洋土木
なお海洋土木とは、海洋工学のうち港湾・堤防・橋梁・人工島などの建設、浚渫、海洋調査などにかかわる土木工事の総称であり、海洋土木では、たとえば、ポンプ式やグラブ式の浚渫船といった特殊作業船を必要とし、さらに建設工事の多くが国土交通省（旧運輸省）港湾局といった官公庁やプライベート港を有す大企業の発注によるという特性など、専門性が高い。そのため、中小陸上土木会社の参入は困難という傾向がある。

## 代表的なマリコン
- 五洋建設 （日本埋立浚渫協会 会長会社）
- 東亜建設工業
- 東洋建設
- 若築建設
- りんかい日産建設 （マリコンのりんかい建設と日産建設の合併会社）（2008/8/29 会社更生手続）
- 本間組
- みらい建設工業 （マリコンの日東大都工業と三井不動産建設の合併会社。なお、日東建設と合併した大都工業もマリコンである。）
- 森長組
- あおみ建設（佐伯建設工業と国土総合建設が合併）（2009/2/19 会社更生手続）
- 不動テトラ （マリコンのテトラ、不動建設の合併会社）
- 大本組
- 三国屋建設
- 青木マリーン
- ロイヤル・ボスカリス・ウエストミンスター